# 五月五日节

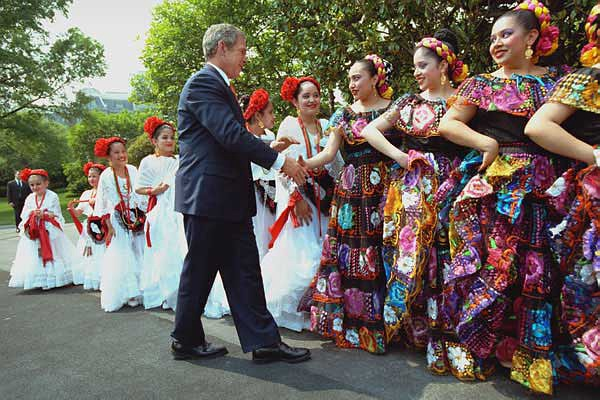
喬治·華克·布希與五月五日節的舞蹈隊

五月五日节（西班牙語：Cinco de Mayo，意为“五月五日”）是一个墨西哥的地区性节日，庆祝活动主要集中在在普埃布拉州。
在墨西哥，五月五日节主要为纪念墨西哥军队在伊格纳西奥·薩拉戈薩將軍的帶領下，於1862年5月5日的普埃布拉戰役中击败法国侵略军取得戰役的胜利。
這場戰役在墨西哥具有重要的歷史意義。首先，墨西哥軍隊以弱勝強，奇蹟般地打敗了在人數和武器方面均有優勢，號稱“五十年不敗”的法國軍隊。第二，在這場戰役所代表的法國武裝干涉墨西哥以後，再也沒有發生過從其他大陸起兵針對美洲大陸的侵略戰爭。不過，雖然這場戰役如此重要，但五月五日節卻不是墨西哥全國性的歡慶節日。
雖然五月五日節在墨西哥國內並不是一個全國性的節日，僅在普埃布拉州及附近地區有隆重的慶祝活動，但在美国及世界其他地區，人们都以五月五日节紀念墨西哥人為了維護傳統和尊嚴所作出的英勇奮鬥。
在美國有二十多个州，会在这一天举办多达150场的庆祝活动，其隆重程度要远超墨西哥。因此，在美國有時候會誤以為五月五日節是墨西哥的獨立日，但事實上墨西哥的獨立日是在每年的9月16日（西班牙語：dieciséis de septiembre），那一天是墨西哥國內最重要的愛國主義節日。

## 节日由来

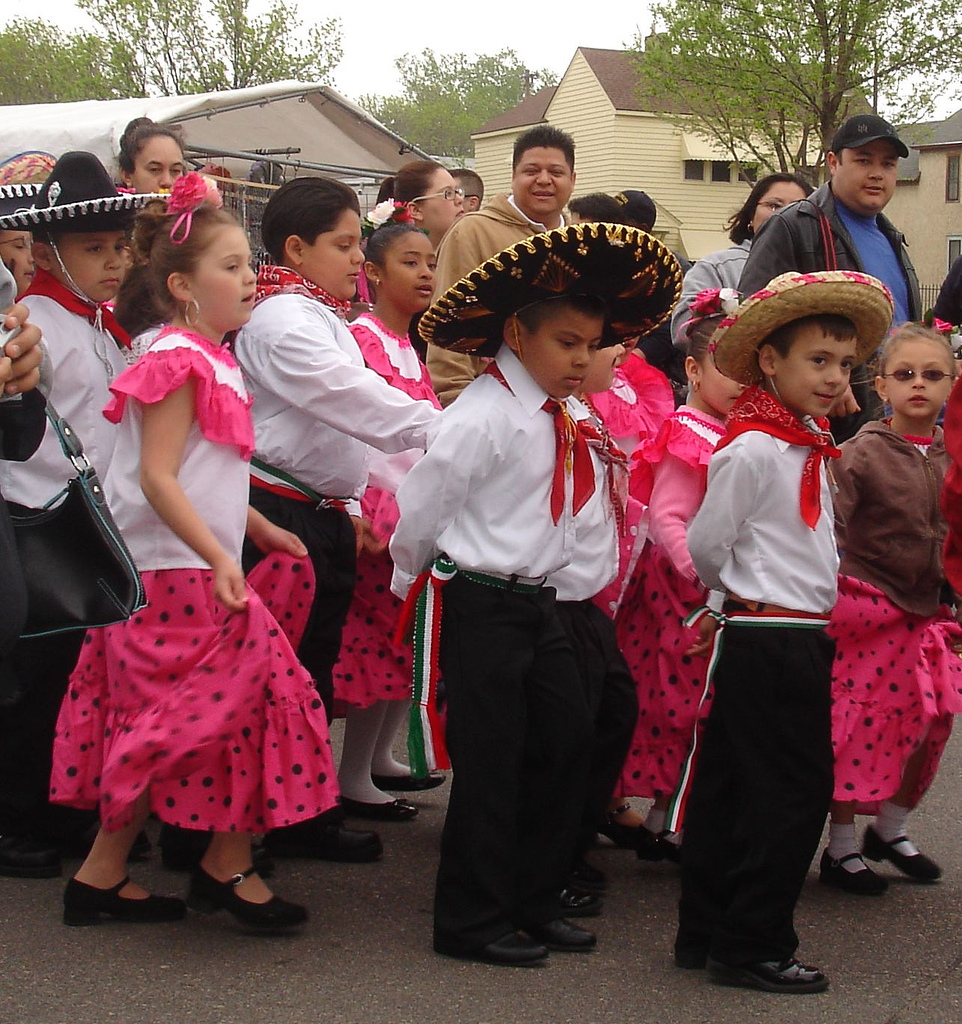
聖保羅的五月五日節慶典

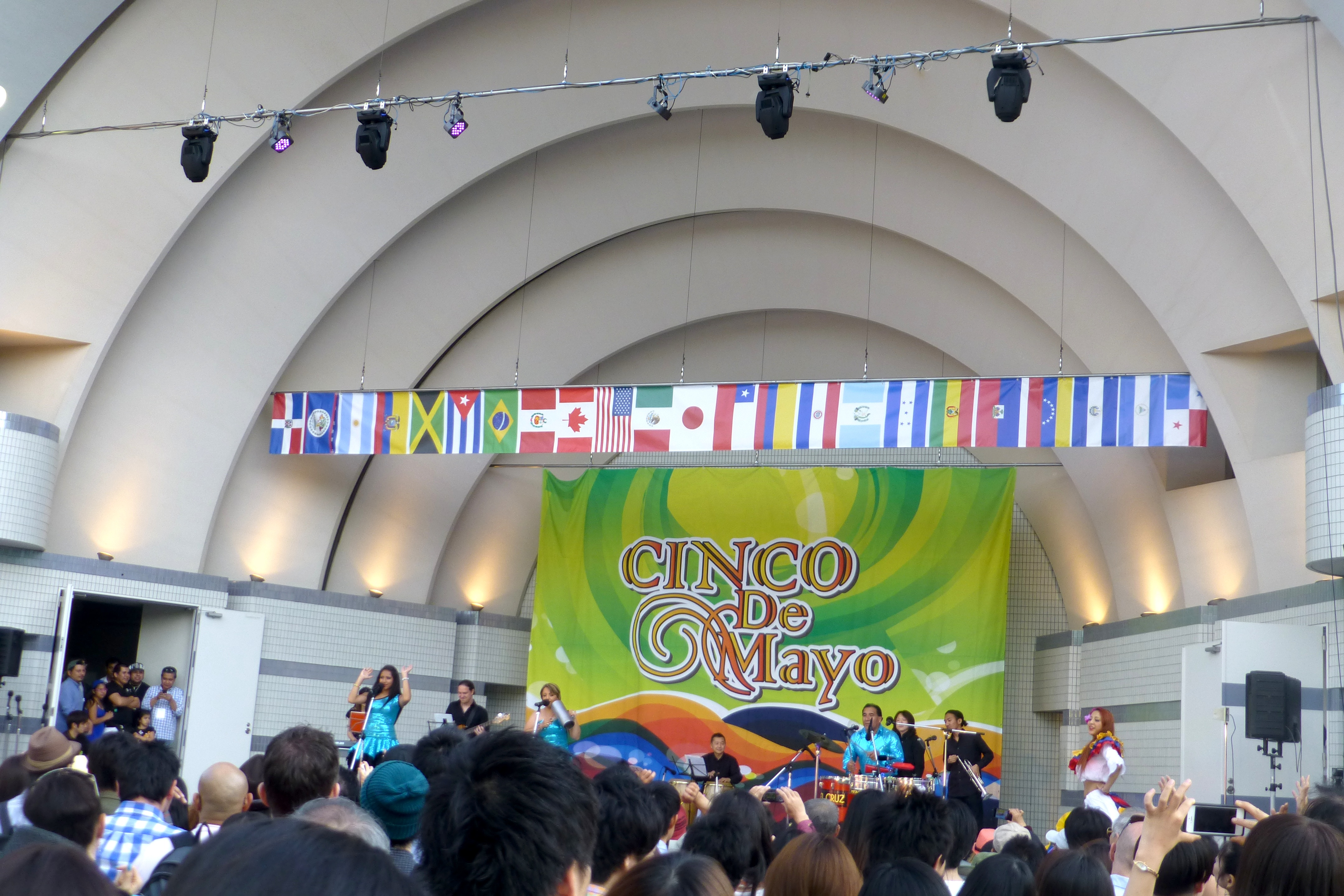
東京代代木公園的五月五日節慶典

1861年，墨西哥國內爆發了經濟危機，並因此停止向其債權國（主要為法國、英國、西班牙）支付利息，導致在1861年末三國决定攻打墨西哥，以逼迫墨西哥支付所欠的貸款。當時的墨西哥總統貝尼托·胡亞雷斯與3國交涉，說明停止支付利息僅是暫時的行為，希望三國不要出兵。但只有英國和西班牙同意撤兵，而拿破侖三世治下的法国最終繼續派兵並入侵了墨西哥。在战争前期，法国依靠其先进的武器赢得了许多战役。1862年5月5日，法兰西第二帝国的军队逼近今天的普埃布拉州首府普埃布拉。墨西哥居民殊死抵抗，依靠落后的武器赢得了一场艰难的胜利。由此，五月五日節成为墨西哥的传统节日。但這場勝利僅僅是延緩了戰爭的進程，最終法國軍隊還是於1863年佔領了墨西哥城，並立馬西米連諾一世為墨西哥皇帝。在美國的施壓下，法國於1866年開始撤軍。而在法國軍隊完全撤走後，胡亞雷斯在1867年下令處死了馬西米連諾一世。

### 節日的歷史
據加利福尼亞大學洛杉磯分校拉丁美洲健康及文化研究中心（英語：UCLA Center of the Study of Latino Health and Culture））發表的論文顯示，五月五日節事實上起源于美國的加利福尼亞州，是當時的美國人為了聲援墨西哥人抵抗法國的運動而發起的活動。2007年的一篇論文中還寫道“這個節日在1863年之後仍然在加利福尼亞被慶祝，但在墨西哥基本上沒人過這個節”。

## 庆祝方式

### 墨西哥
在過五月五日節的地區，慶祝儀式包括豐盛的食物、音樂和舞蹈等。在首都墨西哥城，所有的青壮年士兵都會被召集在墨西哥國旗下舉行儀式。

### 美国
与華裔美國人的春节、愛爾蘭裔美國人的圣帕特里克节、德裔美國人的十月节一样，五月五日节是墨西哥裔美國人的代表性節日。與其他節日一樣，源自不同民族的美国人都會庆祝這個節日以表達他们对外国文化和本国移民的重视。在五月五日節裡，很多地方都會掛出瓜達盧佩聖母等傳統的墨西哥象徵，或者塞薩尔·查韋斯等著名墨西哥裔美國人的肖像畫。很多地區還會掛出歡慶節日的橫幅，並在各學區內給兒童們講授節日的歷史由來，還會舉辦很多以墨西哥文化為主題的特別活動。例如在洛杉磯奧爾維拉街附近的普韋布洛洛杉磯州立歷史公園中，每年都會舉辦墨西哥民族舞和墨西哥街頭樂隊的大型演出。墨西哥飲品、美食、音樂等也會在美國各地舉辦宣傳活動。

### 其他地區
在很多其他國家和地區也會在這一天舉辦與墨西哥有關的活動。例如在加拿大溫哥華郊區的跳傘俱樂部會舉辦以五月五日節為主題的慶祝活動。在西印度群島中的開曼群島則會舉辦“五月五日空氣吉他”演奏會。在地中海島國馬耳他，在這一天也會舉辦墨西哥啤酒節。